# Johann Conrad Müller (Orgelbauer)
Johann Conrad Müller (* 1704 in Hildesheim; † 1798) war ein deutscher Orgelbauer des 18. Jahrhunderts, der im Umkreis von Hildesheim wirkte.

## Leben
Müller wurde als Sohn des Orgelbauers Johann Georg Müller geboren, der aus Sankt Andreasberg stammte und dreimal verheiratet war. Vermutet wird eine verwandtschaftliche Beziehung zu dem in Holland und Westfriesland tätigen Orgelbauer Christian Müller. Johann Conrads jüngerer Bruder Johann Gottlieb Müller war ebenfalls Orgelbauer und wirkte als solcher überwiegend in Westfalen. Um 1750 übernahm Johann Conrad die Hildesheimer Werkstatt seines Vaters, der um 1753 starb. Am 6. Mai 1756 heiratete er Ilsa Maria Magdalena Hettingen. Den beiden wurde ein Sohn Johann Christian geboren. Sein Geselle Georg Andreas Almes führte die Orgelbautradition Müllers fort.

## Werk
Mit seinem Vater baute Johann Conrad vier gemeinsame Orgeln. 19 Orgelneubauten sind von ihm nachweisbar, weitere sieben werden ihm zugeschrieben. Sein Wirkungskreis war auf Hildesheim und Umkreis beschränkt.
Die flächige und strenge Prospektgestaltung Müllers ist charakteristisch und weist Parallelen mit der Schnitger-Schule auf, besonders mit Christian Vater. Polygonale und Spitztürme wechseln mit Flachfeldern ab. Die Schleierbretter der Pfeifenfelder und die seitlichen Blindflügel sind mit durchbrochenem Schnitzwerk im Stil des Rokoko reich verziert. Das Pfeifenwerk weist einen ungewöhnlich hohen Bleianteil von 90–98 % auf; der Zinnanteil ist entsprechend niedrig. Die Orgelpfeifen haben nach oben ausgedünnte Wandungen und unterschiedliche Fußlängen. Kennzeichnend für Müller ist zudem, dass die Prospektpfeifen und alle gedecktem Pfeifen Rundlabien, alle offenen Pfeifen hingegen Spitzlabien aufweisen.

## Werkliste (Auswahl)
| Jahr      | Ort           | Kirche                           | Bild | Manuale | Register | Bemerkungen |
| --------- | ------------- | -------------------------------- | ---- | ------- | -------- | --- |
| 1746      | Almstedt      | St. Mauritius                    |      | I/P     | 15       | gemeinsam mit Johann Georg Müller, ursprünglich I/10, 1753 von Joh. Conrad Müller auf I/P/15 erweitert; weitgehend erhalten (I/P/13)                                          |
| nach 1750 | Schmedenstedt | St. Georg                        |      | I/p     | 10       | 1807 nach Schmedenstedt umgesetzt, ursprünglicher Ort unbekannt; Gehäuse und Teil der Register erhalten, Denkmalorgel                                                         |
| 1760      | Ahrbergen     | St. Peter und Paul               |      | I/P     |          | mehrfach umgebaut (heute II/P/18); erhalten |
| 1760–1761 | Liebenburg    | Schlosskirche Mariä Verkündigung |      | II/P    | 25       | Prospekt und 18 Register erhalten |
| 1765      | Rautenberg    | St. Cosmae und Damiani           |      | I/P     | 11       | erhalten |
| 1767      | Borsum        | St. Martinus                     |      | II/P    | 25       | erhalten |
| 1769      | Schellerten   | Ev. Kirche                       |      | I/P     | 15       | 1865 um ein Hinterwerk von August Schaper auf II/P/19 erweitert; 9–10 Register erhalten                                                                                       |
| um 1770   | Heisede       | St. Nikolai                      |      | I/p     | 10       | Prospekt erhalten |
| 1773      | Mehrum        | Kirche Mehrum                    |      | I/P     | 15       | 1889 um ein Hinterwerk von Heinrich Schaper erweitert, das 1958/1959 von Paul Ott in ein Brustwerk umgebaut wurde; 1989 von Gebr. Hillebrand restauriert; weitgehend erhalten |
| 1778      | Vöhrum        | Ev. Kirche                       |      | I/p     | 10       | im Laufe der Zeit ein Register ersetzt und freies Pedal ergänzt; 1959 durch Ernst Palandt ursprünglicher Zustand wiederhergestellt; weitgehend erhalten                       |
| 1780      | Hohenhameln   | St. Laurentius                   |      | I/P     | 18       | Disposition 1988 durch Steinmann in Anlehnung an Müller wiederhergestellt; Prospekt erhalten                                                                                  |
| 1791–1792 | Wetteborn     | St. Peter und Paul               |      | I/p     | 9        | um 1870 um ein 2. Manual und selbstständiges Pedal erweitert (II/P/17); 2019 durch Orgelbau Krawinkel restauriert und rekonstruiert                                           |